# 格里特·柯爾
格里特·艾倫·柯爾（英語：Gerrit Alan Cole，1990年9月8日—）是一位美國職棒大聯盟的選手，司職投手。自2020年球季起效力於紐約洋基隊，先前效力過匹茲堡海盜、休士頓太空人等隊。
早在2008年選秀會第一輪由洋基隊選中，當時他未選擇加盟，而是前往大學就讀。2011年他再度參加大聯盟選秀，以第一輪第1順位（狀元籤）加盟匹茲堡海盜。2013年獲得9月最佳新人的殊榮。2015年首次獲選為全明星陣容。2018年球季被交易至休士頓，並於2019球季達成單季300次三振的壯舉（2019年9月18日，史上第18位）。2019年12月16日，柯爾與洋基隊達成9年324,000,000美元合約協議，這是目前大聯盟歷史上第二高總金額最高的投手合約，於2024年被山本由伸超過。
柯爾以傑出的奪三振能力著稱，為太空人隊（326次，2019年）、洋基隊（257次，2022年）的隊史單季三振數紀錄保持人。

## 生平

### 職業生涯
柯爾高中時就已經被大聯盟球隊鎖定。2008年，紐約洋基以第1輪第28順位指名，同時也準備好了400萬美元簽約金，但是柯爾在與父親、經紀人衡量後決定去念大學，把自己準備更完善再來進入職棒。
2011年，匹茲堡海盜以狀元籤選定柯爾，簽約金為800萬美元。
匹茲堡海盜
2013年6月13日，因海盜主力選手James McDonald及汪迪·羅德里奎茲受傷，柯爾被叫上大聯盟，並在面對首位打者就用3顆球送出三振，並在首打席就擊出2分打點二壘安打。他成為1907年的Nick Maddox之後，第一位在先發前四場皆奪勝的海盜投手，也是大聯盟40年來第5人。
2013年9月，柯爾獲選為國聯單月最佳新秀；該月他4勝0敗，防禦率僅1.69。他2013年整季10勝7敗，防禦率3.22。2013年國聯分區賽，柯爾於第二場先發，主投6局，5次奪三振，被擊出2安失一分拿下勝投。不過在第五戰不敵完投9局僅失一分的亚当·温赖特，最終海盜無緣晉級。
2014年9月7日，柯爾面對芝加哥小熊隊投手Blake Parker擊出個人生涯首支全壘打。 9月23日，柯爾擊敗艾力克斯·伍德，助海盜擠下勇士進軍季後賽。不過海盜在外卡驟死賽就輸給巨人。
2015年4月，柯爾拿下國聯單月最佳投手，該月他4勝0敗，防禦率1.76。海盜連續第三年進軍季後賽，他們決定在外卡戰派出柯爾對決小熊隊的傑克·艾瑞亞特，不過柯爾只投5局就被敲出2轟，掉了4分。反觀艾瑞亞特完投完封9局送出11次三振。海盜再度在外卡戰中箭落馬。
2016年7月27日，柯爾面對西雅圖水手奪勝，是個人生涯首次完投勝。
休士頓太空人
2018年1月13日，海盜隊將柯爾交易至太空人。4月1日，柯爾穿上太空人球衣的初登板，主投7局送出11次三振，僅失1分。4月29日，柯爾在面對運動家時送出單場12次三振，以總計61次奪三振打破了太空人投手在四月的隊史三振紀錄。在太空人的第一個月，柯爾2勝1敗，防禦率僅1.73。5月4日，柯爾面對響尾蛇投出單場16次三振，拿下生涯首次完封勝。
2019年9月18日，柯爾先發面對遊騎兵，於第6局三振韓籍打者秋信守後完成本季個人第300次三振，這是柯爾首度達成個人單季300次三振的紀錄，也是2019年賽季大聯盟第一位達成的選手。在這一年內，他打破了美職史上每九局三振數最多的紀錄，也以1350萬美元打破投手薪資仲裁後合約的最高紀錄。同年獲得美聯賽揚獎票選第二名。
紐約洋基
2019年12月10日，柯爾與洋基隊簽下9年3億2400萬美元合約，成為當時投手合約總值、平均年薪的紀錄保持人，刷新前一天由史蒂芬·史崔斯伯格創下7年2億4500萬美元的紀錄。
在2020年7月23日，柯爾擔任洋基開幕戰的先發投手，對上華盛頓國民隊，投出5局僅被一次安打擊出。柯爾的例行賽保持連勝紀錄達到了20場，這是大聯盟歷史上第三長的連勝紀錄，直至在2020年8月26日結束。柯爾在洋基隊的的第一個賽季，戰績為7勝3負，在73局投球中的防禦率為2.84，94次三振。
2021年4月12日，在對多倫多藍鳥隊的比賽中，柯爾投出8次三振且連續讓15個打者出局，與大衛·孔恩（1997年）並列為洋基隊史上在球季前三場比賽中投出最多三振的投手(29次三振)。在2021年5月12日，柯爾達到了他職業生涯的第1500次三振，成為史上第二快達到這一里程碑的投手，僅次於藍迪·強森。
柯爾在2021賽季總計出賽30場比賽, 投出181又3分之一局, 防禦率3.23，243次三振。以16勝拿下美聯勝投王，並以5.93的三振/保送比率領先全聯盟。他在美聯賽揚獎票選中排名第二，僅次於羅比·瑞伊。11月23日，柯爾被選為大聯盟年度第一隊。
2022年10月4日，在對德州遊騎兵隊的比賽中，柯爾完成了他賽季的第249次三振，超過了羅恩·吉德里保持的隊史紀錄。他在2022年共出賽了33場比賽，以257次奪三振拿下美聯三振王，取得了13勝8負的戰績，防禦率為3.50，同時也被擊出生涯最多的33支全壘打。他在賽揚獎的投票中獲得了一票第五名。
2023年，柯爾在四月份贏得了六場比賽中的五場勝利，僅在40.2局中失去了5分，因此被選為美國聯盟四月份單月最佳投手。5月23日對巴爾的摩金鶯隊的比賽中投出了職業生涯第2000次三振，成為第87位達到這一里程碑的投手。他也是大聯盟歷史上第三快達成此一成就的投手（僅次於克里斯·塞爾和佩卓·馬丁尼茲）。
在2023年7月10日，柯爾被選為2023年明星賽的先發投手。在9月27日對陣藍鳥隊的比賽中，柯爾在他2023賽季的最後一場比賽中投出了一場完封勝利。
柯爾在2023賽季共出賽了33場比賽，取得了15勝4負的戰績，防禦率2.63，在209局中投出了222次三振。此外還有24場優質先發和兩場完封勝。柯爾的WHIP也降至0.98。他被打出20支全壘打，在非縮短賽季中是自2018年以來最少的。賽季結束後，柯爾以壓倒性的投票結果贏得了美國聯盟賽揚獎。

## 個人生活
柯爾之妻艾咪·克勞佛（Amy Crawford）為大聯盟前舊金山巨人隊游擊手布蘭登·克勞佛之妹。

## 軼事
- 柯爾從小就是洋基迷，他最喜愛的洋基球員有盧·賈里格及馬里安諾·李維拉。不過因為他和洋基的淵源，反而讓洋基頻頻對他撲空。2008年，柯爾在和艾力士·羅德里奎茲的一次見面談話中，聽進了對方以自身為例建議他別太快進職棒的建言，讓洋基的第1指名第28順位就這麼變成了空氣；2017休賽季，海盜把柯爾放上談判桌，洋基因為包裹內容不如太空人，再度錯過機會；第三次機會洋基不但準備好了鈔票，更自老闆到教練，甚至連退役名將都出動當說客，才總算把他帶進洋基。

## 外部連結
- 球員資訊和成績在MLB ，ESPN ，Retrosheet ，Baseball Reference ，Baseball Reference (Minors) ，Fangraphs ，The Baseball Cube （英文）
- 格里特·柯爾在台灣棒球維基館上的頁面（繁體中文）

| 前任： 布萊斯·哈波 | 大聯盟選秀狀元 2011年 | 繼任： 卡洛斯·柯瑞亞 |